# Ngày Viêm gan Thế giới
Ngày Viêm gan Thế giới  (tên chính thức: World Hepatitis Day) là một ngày được tổ chức vào ngày 28 tháng 7 hàng năm, nhằm mục đích nâng cao nhận thức toàn cầu về bệnh viêm gan — một nhóm bệnh truyền nhiễm được biết đến như viêm gan A, B, C, D và E, và khuyến khích phòng ngừa, chẩn đoán và điều trị. Viêm gan ảnh hưởng đến hàng trăm triệu người trên toàn thế giới, gây ra bệnh cấp tính và mãn tính, và giết chết gần 1,34 triệu người mỗi năm. Bệnh này có thể gây viêm gan cả cấp tính và mãn tính, và có thể giết chết một người. Ở một số quốc gia, viêm gan B là nguyên nhân phổ biến nhất gây xơ gan, và cũng có thể gây ung thư gan.
Ngày Viêm gan Thế giới là một trong 11 chiến dịch y tế công cộng toàn cầu chính thức do Tổ chức Y tế Thế giới (WHO) tổ chức, cùng với Ngày Sức khỏe Thế giới, Ngày Bệnh Chagas Thế giới, Ngày Hiến Máu Thế giới, Ngày Sốt rét Thế giới, Tuần lễ Tiêm chủng Thế giới, Ngày Thế giới phòng chống lao, Ngày Thế giới không thuốc lá, Ngày An toàn người bệnh Thế giới, Tuần lễ Thế giới Nhận thức về Kháng sinh và Ngày thế giới phòng chống bệnh AIDS.

## Bối cảnh
Bệnh nhân viêm gan và những người ủng hộ trên toàn thế giới tham gia các sự kiện vào ngày 28 tháng 7. Đáng chú ý, vào năm 2012, Kỷ lục Guinness thế giới đã được thiết lập khi 12.588 người từ 20 quốc gia thực hiện hành động Khỉ tam không vào Ngày Viêm gan Thế giới để thể hiện sự cố ý không biết về căn bệnh này.

## Chủ đề

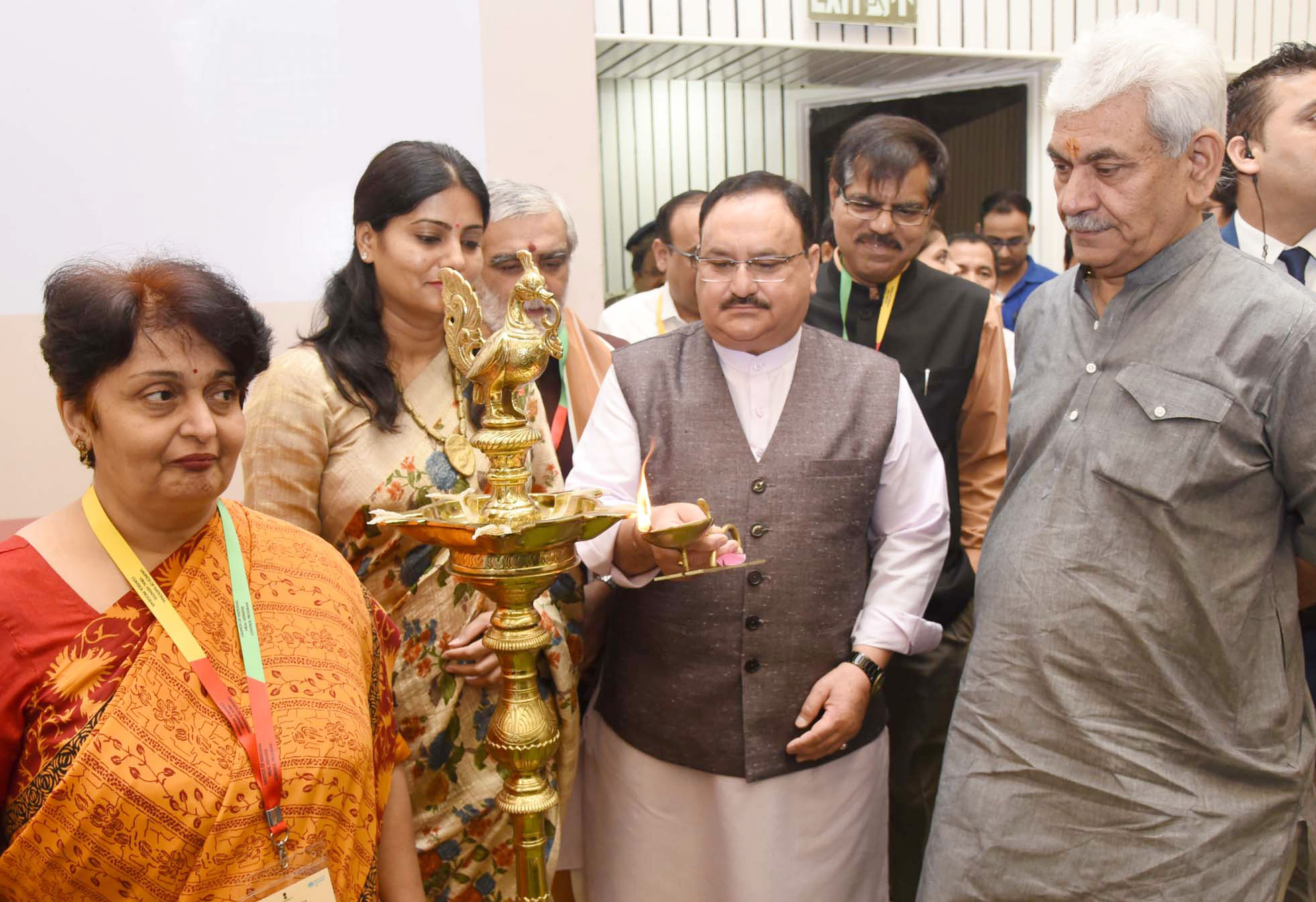
Các nhà lãnh đạo thắp đèn tại buổi ra mắt Chương trình Kiểm soát Viêm gan siêu vi Quốc gia ở Ấn Độ, nhân Ngày Viêm gan Thế giới năm 2018

Ngày Viêm gan Thế giới tạo cơ hội để tập trung vào các hành động như:
- Nâng cao nhận thức về các dạng viêm gan khác nhau và phương thức lây truyền.
- Tăng cường công tác phòng ngừa, sàng lọc, kiểm soát bệnh viêm gan siêu vi và các bệnh liên quan.
- Tăng độ bao phủ vắc-xin viêm gan B và lồng ghép vào các chương trình tiêm chủng quốc gia.
- Phối hợp trong phản ứng toàn cầu với bệnh viêm gan.

Mỗi năm tập trung vào một chủ đề cụ thể. Danh sách các chủ đề như sau:
- 2011: Viêm gan ảnh hưởng đến mọi người, mọi nơi. Biết điều đó. Đối đầu với nó.
- 2012: Nó gần hơn bạn nghĩ.
- 2013: Cần phải làm nhiều hơn nữa để ngăn chặn kẻ giết người thầm lặng này.
- 2014: Viêm gan: Suy nghĩ lại.
- 2015: Phòng chống viêm gan siêu vi. Hành động ngay.[5]
- 2016: Biết về Viêm gan - Hành động ngay.[6]
- 2017: Loại bỏ bệnh viêm gan.[7]
- 2018: Thử nghiệm. Đối xử. Viêm gan.[8]
- 2019: Đầu tư vào việc loại bỏ bệnh viêm gan.[9]
- 2020: Tương lai không viêm gan
- 2021: Viêm gan không thể đợi.[3]
- 2022: Đưa dịch vụ chăm sóc viêm gan đến gần bạn hơn.